# Кастельяно Родригес, Франсиско
Франсиско Кастельяно Родригес (исп. Francisco Castellano Rodríguez; род. 17 ноября 1944, Арукас) — испанский футболист, защитник.

## Клубная карьера
Кастельяно родился 17 ноября 1944 года в Арукасе. В юношестве он вошёл в молодёжный сектор Лас-Пальмаса, команды столицы его родного острова.
В 1964 году он дебютировал в составе основной команды в первый день чемпионата. В четвёртом туре он забил свой первый гол, который стал решающим для победы.
В сезоне 1967–1968 годов «Лас-Пальмас» занимал третье место в списке. В тот момент Кастельяно принёс клубу 6 голов. Команда до последнего дня боролась за титул чемпиона против «Барселоны» и «Реала».
Кастельяно провёл 14 сезонов в составе «Лас-Пальмаса». После завершения карьеры он стал тренером. Большую часть тренерской карьеры Кастельяно провёл в родном «Лас-Пальмасе».

## Карьера в сборной
В 1963 и 1967 годах играл за молодёжные сборные Испании.
В 1968 году Кастельяно был вызван в национальную сборную Испании. В том же году провёл в её составе 2 матча и забил 1 гол. После этого за национальную команду больше не выступал.